# Shweta Bachchan Nanda
Pour les articles homonymes, voir Bachchan.
Shweta Bachchan Nanda, né le 17 mars 1974, est une chroniqueuse, auteure et ancien mannequin indien,,. Elle a été chroniqueuse pour Daily News and Analysis et Vogue India (en), et est l’auteur du roman à succès Paradise Towers. Elle a travaillé comme mannequin pour la publicité télévisée, et en 2018 a lancé son propre label de mode, MXS. Son frère cadet Abhishek Bachchan est acteur et sa belle-sœur Aishwarya Rai Bachchan est également actrice.

## Biographie

### Jeunesse et vie privée
Shweta est né le 17 mars 1974 des acteurs Amitabh Bachchan et Jaya Bachchan. Shweta a épousé l’homme d’affaires d’Escorts Limited (en) Nikhil Nanda le 16 février 1997,, qui est le fils de l’acteur-producteur hindi Raj Kapoor, fille de Ritu Nanda, et le fils de Rajan Nanda,. Le couple a deux enfants, la fille Navya Naveli Nanda, née en décembre 1997, et le fils Agastya Nanda (né en novembre 2000). Elle a étudié à l’université de Boston.

### Carrière
Shweta a été modélisé pour la première fois en septembre 2006, pour un magazine intitulé L’Officiel India. Elle apparaît dans le septième numéro annuel du même magazine, en juin 2009, avec son frère Abhishek Bachchan.
En 2007, Shweta est devenu le leader dans la catégorie – Next Generation – lors de NDTV Profit. Une série d’entrevues a été diffusée sur la chaîne. Depuis 2018, elle est l’ambassadrice de la marque Kalyan Jewellers. Elle a été chroniqueuse pour Daily News and Analysis et Vogue India,. The Tribune a loué ses chroniques comme "drôles" et "perspicaces".
Avec Monisha Jaising, elle a lancé en 2018 le label de mode MXS,,,.
En octobre 2018, Shweta a lancé son premier roman, Paradise Towers, publié par HarperCollins,,. Le livre est devenu un best-seller malgré les critiques négatives,,. Ishita Sengupta de l’Indian Express a examiné le livre, en observant, "Le roman, pour toute son élégance, finalement, se lit comme il a un tas de personnages à la recherche d’une intrigue."
Shweta a aussi écrit les préfaces du livre d’Aishwarya R. Dhanush, Standing on an Apple Box : The Story of a Girl among the Stars et du livre de Rukhsana Eisa, The Golden Code : Mastering the Art of Social Success,.